# Kamienica Towarzystwa Ubezpieczeniowego Union w Poznaniu
Kamienica Towarzystwa Ubezpieczeniowego Union – okazała, pięciokondygnacyjna, neobarokowa kamienica, nawiązująca do baroku II połowy XVIII wieku, zlokalizowana w Poznaniu przy Placu Wolności 14, na narożniku ul. 3 Maja (dawna Musza Góra). Według Joanny Gołdych, znawcy architektury, jest to jedno z najwybitniejszych dzieł Rogera Sławskiego na terenie miasta.

## Architektura
Do 1804 istniał tu stary cmentarz żydowski. Obiekt powstał w 1910, ale później został rozbudowany o skrzydło od strony ul. 3 Maja (również przez Rogera Sławskiego). Składa się z dwóch części, złożonych pod kątem i związanych wyoblonym narożnikiem o monumentalnym charakterze. Elewacje od strony ulic zdobione sztukateriami. Między oficynami dwa nieregularne dziedzińce z elewacjami obłożonymi białą cegłą glazurowaną. W budynku zaplanowano nie tylko funkcję biurowo-usługową – na wyższych kondygnacjach istniały luksusowe mieszkania. Do dziś funkcjonuje wewnątrz, pochodząca z okresu budowy, winda firmy Carl Flohr.
W okresie międzywojennym w budynku funkcjonowała popularna wśród mieszkańców Poznania kawiarnia artystyczna Pod Kaktusem, a także Salon Sztuki Współczesnej (potem Instytut Krzewienia Sztuki), prowadzony od 1932 przez pomysłodawcę kawiarni – Zygmunta Mąkowskiego. W Kaktusie występował regularnie m.in. Artur Maria Swinarski.
Obiekt sąsiaduje bezpośrednio z budynkiem dawnego Banku Wschodniego. Według Marcina Libickiego kamienica Union i gmach Ostbanku pokazują różnicę mentalną w traktowaniu stylów architektonicznych przez Polaków i Niemców (oba budynki nawiązują do stylu barokowego, ale każdy z nich w zupełnie inny sposób).

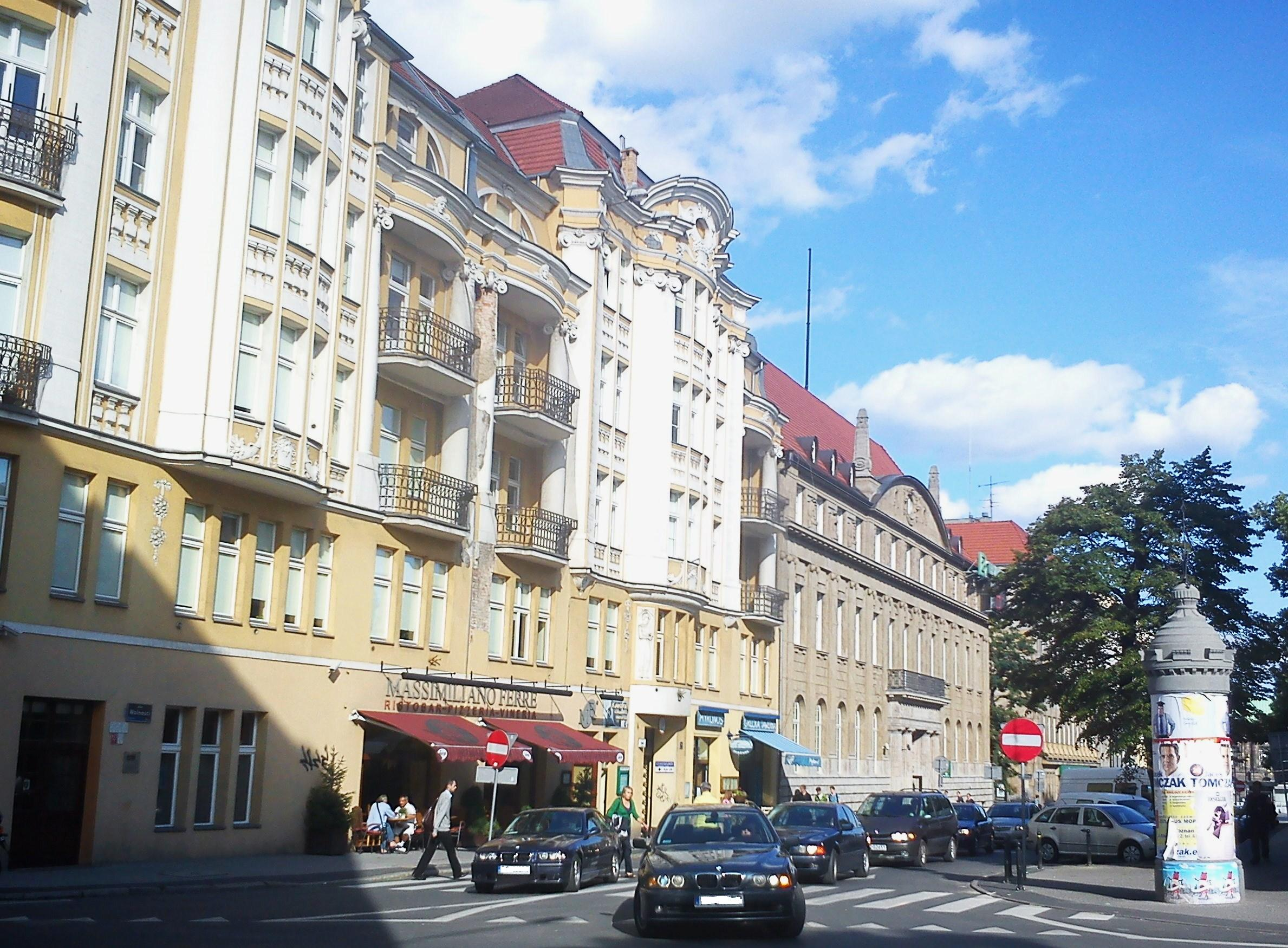
Kamienica Union i Bank Wschodni (w tyle)
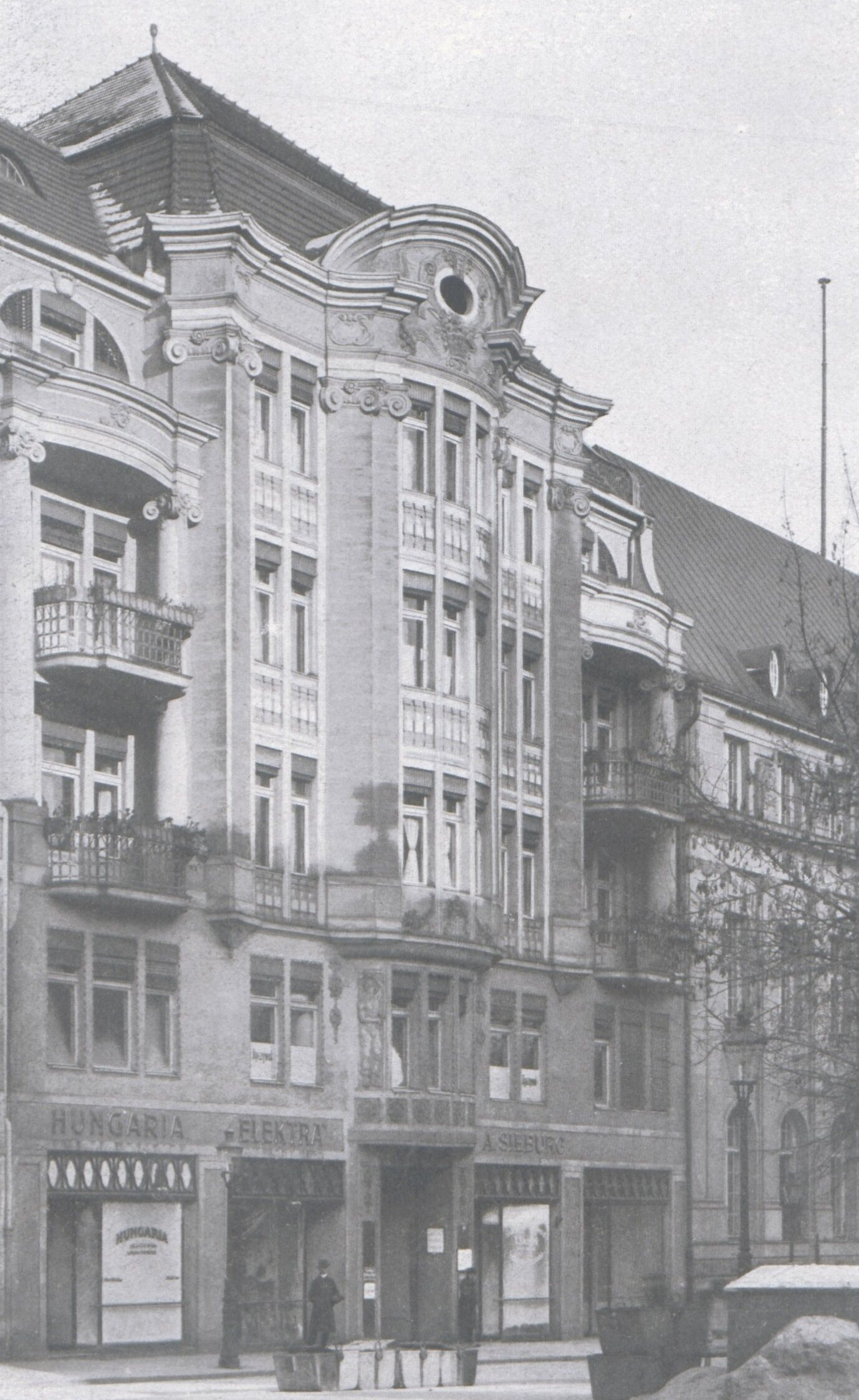
Widok budynku przed 1909